# Насир ед-Дін Мехмет
Насир ед-Дін Мехмет (тур. II. Sultanzâde Nâsıreddin Mehmed Bey; між 1381 та 1386–1423) — 14-й володар Караманідського бейліку в 1398—1399, 1402—1419 і 1421—1423 роках. Відомий також як Мехмет-бей II. Вів тривалі війни з Османською державою.

## Життєпис
Старший син Алаеддін-бея I та Нефісе Мелек Хатун (доньки османського султана Мурада I). На честь цього Мехмет в подальшому йменувався султанзаде. Народився за різними відомостями близько 1370 або між 1381 та 1386 роками. Перша письмова згадка відноситься до 1386 року.
У 1390-х роказх ймовірно брав участь у війнах батька проти османського султана Баязида I. Після загибелі батька 1398 року оголосив себе новим беєм Караманідів. На той час місто Конья було втрачено. 1399 року зазнав поразки від османів й втратив місто Караман з областю. Разом з братом Алі потрапив у полон, їх було відправлено до Бурси.
Перебував під вартою до 1402 року, коли амір Тимур в Ангорській битві переміг османське військо. Невдовзі армія аміра зайняла Бурсу, звільнивши Мехмета та його брата. Йому було повернуто бейлік Караманідів, а також передано у володіння Сивріхісар, Кіршері, Бейпазарі і Кайсері в східній та центральній Анатолії. Його брат Алі отримав Нігде, ставши васалом брата Мехмет-бея II.
Скориставшись послабленням османської влади після відходу аміра Тимура 1403 року, а також боротьбою в бейліках Анатолії, Мехмед-бей II розпочав низку кампаній на підкорення усієї Малої Азії. Намагався використати протистояння між синами султана Баязида I на свою користь. 1404 року підтримав одного з синів останнього Мехмеда, завдяки чому той у битві під Смірною завдав поразки братові Ісі Челебі. Невдовзі того за наказом Мехмед-бея Караманіда було схоплено й страчено. 1407 року планував допомогти Мехмеду Челебі проти іншого брата Сулеймана, але без особливого завзяття. Втім невдовзі замирився з останнім. Але вже 1408 року допомагав іншому представникові династії Османідів — Мусі.
До 1410 року було підкорено бейліки Хамадідів (на заході) і частина держави Рамазанідів (на півдні) з містом Тарс. 1411 року захоплено бейлік Герміян. Внаслідок цього бей вступив у конфлікт з османським султаном Мехмедом I. 1413 року Мехмет-бей II зазнав порказки від османів, але султан погодився на укладання мирного договору. 1414 року війська Караманідів, скориставшись відсутністю в Анатолії Мехмеда I захопили столицю Османської держави — Бурсу, яку сплюндрували, зокрема рештки султана Баязида I були знищені.
У 1415 року великий візир Амас'яли Баязид-паша підступно захопив Мехмет-бея II та його сина. 1416 року було захоплено Конью. В результаті бей вимушений був визнати зверхність османського султана, за що отримав Конью. Але втратив володіння в центральній Анатолії, Герміян, державу Хамідідів. Водночас Алі, бей Рамазанідів, відвоював Тарс з навколишніми землями. 1417 року Мехмет-бей відвоював Тарс, але зрештою замирився з Алі-беєм, уклавши династичний шлюб між іх родами. Того ж року відправив посольство до мамлюкського султана аль-Муяда, запевнивши того у відданості й розраховуючи на підтримку у війні з Османським султанатом.
Втім невдовзі правитель Караману вступив у конфлікт з мамлюкським султаном Шайх аль-Муаядом, який 1419 року відправив війська проти бейліка, захопивши Адану і Тарс і зруйнувавши Нігде, Конью, Ереглі і Караман. Також мамлюки позбавили Мехмет-бея влади, передавши трон його братові Алаеддіну Алі, а Кайсері з областю отримала держава Зуль-Кадарів. 1420 року Мехмет-бей спробував відвоювати Кайсері, але зазнав поразки й потрапив у полон. Його було відправлено до Каїру.
Мехмета не було страчено, але він знаходився в ув'язненні до самої смерті мамлюкського султана у 1421 році. Невдовзі повернувся на батьківщину, де відновив свою владу в бейліку Караманідів. Разом з тим визнав зверхність Мамлюкського султанату.
Водночас готувався до боротьби з Османським султанатом, сподіваючись на його послаблення після смерті Мехмеда I. В 1423 році виступив на допомогу Осману, бею Хамідідів. Але той загинув ще до приходу військ Караманіда. Тоді Мехмет-бей II взяв в облогу важливий османський порт Анталію, але загинув тут від випадкового пострілу. Трон перейшов до його брата Алаеддіна.